# Tour der australischen Rugby-Union-Nationalmannschaft nach Südafrika 1992
| Tour der Wallabies nach Südafrika 1992 | Tour der Wallabies nach Südafrika 1992 | Tour der Wallabies nach Südafrika 1992 | Tour der Wallabies nach Südafrika 1992 | Tour der Wallabies nach Südafrika 1992 |
| Übersicht                              | S                                      | G                                      | U                                      | N                                      |
| -------------------------------------- | -------------------------------------- | -------------------------------------- | -------------------------------------- | -------------------------------------- |
| Test Matches                           | 1                                      | 1                                      | 0                                      | 0                                      |
| Sonstige Spiele                        | 3                                      | 3                                      | 0                                      | 0                                      |
| Gesamt                                 | 4                                      | 4                                      | 0                                      | 0                                      |
|                                        |                                        |                                        |                                        |                                        |
| Südafrika                              | 1                                      | 1                                      | 0                                      | 0                                      |

Die Tour der australischen Rugby-Union-Nationalmannschaft nach Südafrika 1992 umfasste eine Reihe von Freundschaftsspielen der Wallabies, der Nationalmannschaft Australiens in der Sportart Rugby Union. Das Team reiste im Oktober 1992 durch Südafrika und bestritt dort vier Spiele, darunter ein Test Match gegen die Springboks. Den Australiern gelang es, alle Spiele für sich zu entscheiden. Es handelte sich um die erste Tour der Wallabies seit dem Ende der Apartheid. Zuvor waren sie letztmals 1969 nach Südafrika gereist, während sie 1971 letztmals Gastgeber gewesen waren.

## Spielplan
- Hintergrundfarbe grün = Sieg

(Test Matches sind grau unterlegt; Ergebnisse aus der Sicht Australiens)
| # | Datum            | Gegner             | Ort            | Stadion                 | Ergebnis |
| - | ---------------- | ------------------ | -------------- | ----------------------- | -------- |
| 1 | 11. Oktober 1992 | Western Transvaal  | Potchefstroom  | Olën Park               | 46:13    |
| 2 | 14. Oktober 1992 | Northern Transvaal | Pretoria       | Loftus Versfeld Stadium | 24:17    |
| 3 | 18. Oktober 1992 | Eastern Province   | Port Elizabeth | Boet Erasmus Stadium    | 34:8     |
| 4 | 22. Oktober 1992 | Südafrika          | Kapstadt       | Newlands Stadium        | 26:3     |

## Test Match
| 22. Oktober 1992 | Südafrika          | 3:26          | Australien                                                               | Newlands Stadium, Kapstadt Zuschauer: 43.000 Schiedsrichter: David Bishop (Neuseeland) |
| 22. Oktober 1992 | Straftritte: Botha | (3:8) Bericht | Versuche: Campese Carozza (2) Erhöhungen: Lynagh Straftritte: Lynagh (3) | Newlands Stadium, Kapstadt Zuschauer: 43.000 Schiedsrichter: David Bishop (Neuseeland) |

Aufstellungen:
- Südafrika: Wahl Bartmann, Naas Botha , Jannie Breedt, Robert du Preez, Adri Geldenhuys, Danie Gerber, Pieter Hendriks, Ian Macdonald, Adolf Malan, Lood Muller, Pieter Muller, Uli Schmidt, James Small, Johann Styger, Theo van Rensburg 
 Auswechselspieler: Drikus Hattingh
- Australien: David Campese, Paul Carozza, Tony Daly, John Eales, Nick Farr-Jones, Timothy Gavin, Tim Horan, Phil Kearns, Jason Little, Michael Lynagh, Roderick McCall, Ewen McKenzie, Willie Ofahengaue, Marty Roebuck, David Wilson